# Vänga distrikt
Vänga distrikt är ett distrikt i Borås kommun och Västra Götalands län. 
Distriktet ligger norr om Borås. 

## Tidigare administrativ tillhörighet
Distriktet inrättades 2016 och utgörs av socknen Vänga i Borås kommun
Området motsvarar den omfattning Vänga församling hade vid årsskiftet 1999/2000.